# العلاقات الأرجنتينية الكورية الجنوبية
العلاقات الأرجنتينية الكورية الجنوبية هي العلاقات الثنائية التي تجمع بين الأرجنتين وكوريا الجنوبية.

## مقارنة بين البلدين
هذه مقارنة عامة ومرجعية للدولتين:
| وجه المقارنة                                              | الأرجنتين                                               | كوريا الجنوبية                                                          |
| --------------------------------------------------------- | ------------------------------------------------------- | ----------------------------------------------------------------------- |
| المساحة (كم2)                                             | 2.78 مليون                                              | 100.30 ألف                                                              |
| عدد السكان (نسمة)                                         | 44.27 مليون                                             | 51.47 مليون                                                             |
| الكثافة السكانية (ن./كم²)                                 | 15.92                                                   | 513.16                                                                  |
| العاصمة                                                   | بوينس آيرس                                              | سول                                                                     |
| اللغة الرسمية                                             | اللغة الإسبانية                                         | اللغة الكورية                                                           |
| العملة                                                    | البيزو الأرجنتيني 1983 ‏، بيزو أرجنتيني، أسترال أرجنتيني | وون كوري جنوبي                                                          |
| الناتج المحلي الإجمالي (بليون دولار)                      | 637.59 مليار                                            | 1.53 تريليون                                                            |
| الناتج المحلي الإجمالي (تعادل القوة الشرائية) بليون دولار | 883.02 مليار                                            | 1.75 تريليون                                                            |
| الناتج المحلي الإجمالي الاسمي للفرد دولار أمريكي          | 13.43 ألف                                               | 27.22 ألف                                                               |
| الناتج المحلي الإجمالي للفرد دولار أمريكي                 |                                                         |                                                                         |
| مؤشر التنمية البشرية                                      | 0.827                                                   | 0.901                                                                   |
| رمز المكالمات الدولي                                      | +54                                                     | +82                                                                     |
| رمز الإنترنت                                              | .ar                                                     | .kr                                                                     |
| المنطقة الزمنية                                           | 00                                                      | توقيت كوريا الجنوبية، ت ع م+09:00، آسيا/سيول ‏، ت ع م+08:00، ت ع م+08:30 |

## مدن متوأمة
في ما يلي قائمة باتفاقيات التوأمة بين مدن أرجنتينية وكورية جنوبية:
- ترتبط بوينس آيرس مع سول باتفاقية توأمة منذ 19 مايو 1994.

## منظمات دولية مشتركة
يشترك البلدان في عضوية مجموعة من المنظمات الدولية، منها:
| علم المنظمة | اسم المنظمة                               | تاريخ انضمام الأرجنتين | تاريخ انضمام كوريا الجنوبية |
| ----------- | ----------------------------------------- | ---------------------- | --------------------------- |
|             | مؤسسة التمويل الدولية                     | 13 أكتوبر 1959         | 16 مارس 1964                |
|             | مجموعة أستراليا                           | 1993                   | 1996                        |
|             | يونسكو                                    | 15 سبتمبر 1948         | 14 يونيو 1950               |
|             | مجموعة الموردين النوويين                  | ?                      | ?                           |
|             | مؤسسة التنمية الدولية                     | 3 أغسطس 1962           | 18 مايو 1961                |
|             | المركز الدولي لتسوية المنازعات الاستشارية | 18 نوفمبر 1994         | 23 مارس 1967                |
|             | وكالة ضمان الاستثمار متعدد الأطراف        | 11 فبراير 1992         | 12 أبريل 1988               |
|             | منظمة حظر الأسلحة الكيميائية              | ?                      | ?                           |
|             | البنك الإفريقي للتنمية                    | ?                      | ?                           |
|             | الأمم المتحدة                             | 24 أكتوبر 1945         | 17 سبتمبر 1991              |
|             | منظمة الشرطة الجنائية الدولية             | ?                      | ?                           |
|             | مجموعة العشرين                            | ?                      | ?                           |
|             | البنك الدولي للإنشاء والتعمير             | 20 سبتمبر 1956         | 26 أغسطس 1955               |
|             | الفريق المعني برصد الأرض                  | ?                      | ?                           |
|             | الاتحاد البريدي العالمي                   | ?                      | ?                           |
|             | منظمة التجارة العالمية                    | ?                      | ?                           |
|             | المنظمة الهيدروغرافية الدولية             | ?                      | ?                           |
|             | نظام تحكم تكنولوجيا القذائف               | 1993                   | 2001                        |

## وصلات خارجية
- موقع وزارة الخارجية الأرجنتينية
- موقع وزارة الخارجية الكورية الجنوبية